# Hryhorii Epik
Hryhorii Danylovytch Epik (en ukrainien : Григорій Данилович Епік, Hryhoriï Danylovytch Epik ; en russe : Григорий Данилович Эпик, Grigori Danilovitch Epik), né le 17 janvier 1901 et mort le 3 novembre 1937, est un écrivain et journaliste ukrainien. Il a soutenu l'ukrainisation menée par l'Union soviétique dans l'Ukraine des années 1920. Il est arrêté et exécuté durant les Grandes Purges des années 1930.

## La jeunesse

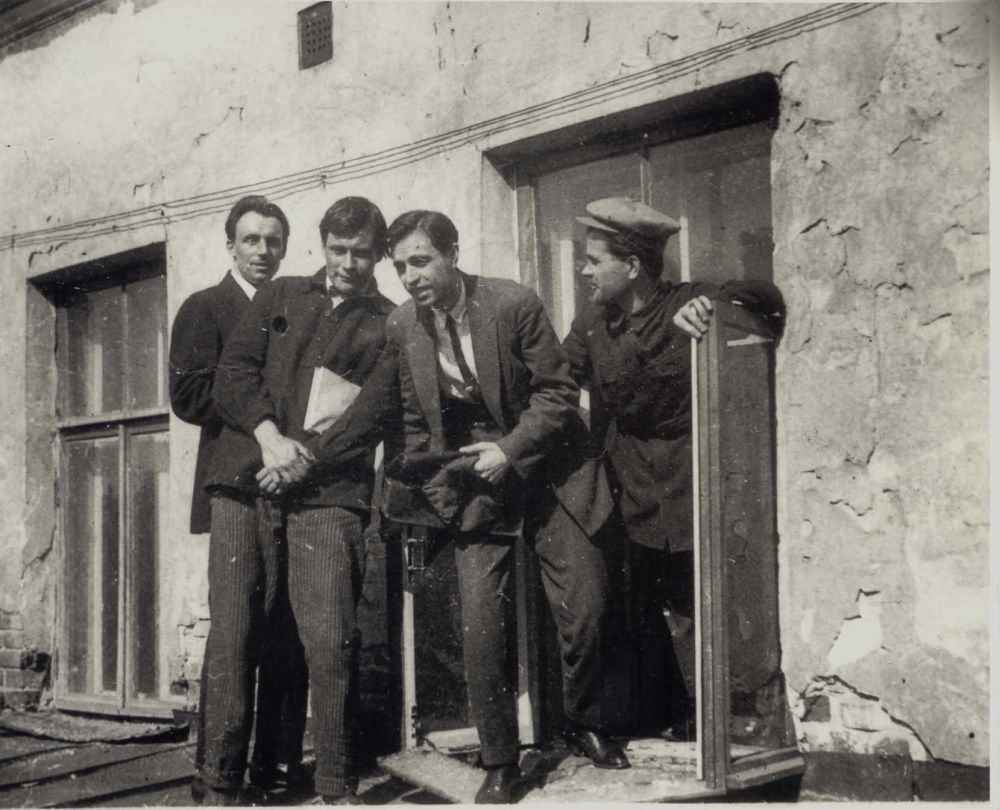
De gauche à droite :, Maïk Johansen, et Hryhorii Epik. Kharkiv, 1926.

Après des études dans l'école du bourg de Kamianske (environ 20 000 habitants), dans le gouvernement de Iekaterinoslav, Epik commence à travailler pour une compagnie ferroviaire. Il en est renvoyé en 1918, après avoir pris part à des actions contre l'Hetmanat. En 1919, il rejoint le premier régiment de volontaires de Moscou et prend part à l'épisode révolutionnaire. Début 1920, il rejoint le parti bolchévique et le comité révolutionnaire de Kamianske. Il s'installe ensuite à Poltava, où il travaille comme instructeur politique, secrétaire et président d'un comité régional. De 1922 à 1924, Epik travaille au comité régional de la branche ukrainienne du Komsomol, et de 1924 à 1925, comme éditeur du Tchervony chliakh (« La Route Rouge ») à Kharkiv.
De 1925 à 1929, il étudie au département d'histoire ukrainienne de l'Institut de Kharkiv. Après en être sorti diplômé, il devient directeur de la maison d'édition d'État Derjlitvydav.

## Œuvres
Les écrits de Hryhorii Epik sont publiés à partir de 1923. Il est membre de plusieurs organisations littéraires ukrainiennes, comme le Plouh, le Prolitfront et VAPLITE (ukrainien : Вільна академія пролетарської ЛІТЕратури, « Académie libre de littérature prolétarienne ») de Mykola Khvyliovy à Kharkiv. Ces organisations rassemblent de nombreux jeunes membres de l'intelligentsia ukrainienne, et seront durement réprimées lors des Grandes Purges dans les années 1930.
Les textes d'Epik dans les années 1920 critiquent sévèrement différents aspects du régime soviétique. Ces dernières nouvelles datant des années 1930 sont par contre écrites dans un esprit plus proche du stalinisme.
À la fin des années 1920, il sera par ailleurs scénariste pour le prolifique studio de cinéma ukrainien Dovjenko.

## Répression et mort
Même si Epik continue à soutenir le régime soviétique après l'arrêt brutal de la politique d'ukrainisation, il est victime des purges staliniennes. Il est arrêté le 5 décembre 1934, et est accusé d'être un nationaliste ukrainien et un membre d'une organisation terroriste secrète. Au début de l'année 1935, il est condamné à dix ans de travaux forcés et envoyé dans le camp de travail des îles Solovki. Là-bas, il continue à écrire et envoie même un de ses écrits au NKVD à Moscou. Déçu, il cesse ensuite d'écrire.
Hryhorii Epik est exécuté le 3 novembre 1937 à Sandarmokh près de Medvejiegorsk en République socialiste soviétique autonome de Carélie, en compagnie de 289 membres de l'intelligentsia ukrainienne, tels que Mykola Koulich, Valérian Pidmohylny, Ioulian Chpol (en), Valérian Polichtchouk (uk), Les Kourbas, Myroslav Irtchan (en) et Mykola Zerov.
Epik sera réhabilité à titre posthume en 1956, par le Collège militaire de la Cour Suprême d'URSS.

## Œuvres

### Nouvelles
- 1926 – Na zlomi
- 1928 – V snihakh
- 1929 – Obloha
- 1930 – Tom satyry

### Romans
- 1928 – Bez grountou
- 1929 – Zoustritch
- 1930 – Nepiia
- 1931 – Percha vesna
- 1932 – Petro Romen

## Sources
- (en) Cet article est partiellement ou en totalité issu de l’article de Wikipédia en anglais intitulé « Hryhorii Epik » (voir la liste des auteurs).